# Tegenspraak (narratief)
Tegenspraak is een tactiek om haatzaaiende uitspraken of verkeerde informatie tegen te gaan door een alternatief verhaal te presenteren, in plaats van de beledigende uitspraken te censureren, al dan niet langs wettelijke weg. Het betekent ook reageren op haatspraak met empathie en het uitdagen van de haatverhalen, in plaats van te reageren met meer haatspraak in de tegenovergestelde richting. Volgens voorstanders zal tegenspraak eerder leiden tot deradicalisering en vreedzame oplossing van conflicten.  
Het gebruik van tegenspraak is van bijzonder belang op sociale media. Een rapport dat in juli 2021 door Facebook werd gepubliceerd in het kader van zijn initiatief “Courage Against Hate” bevat casestudies over verschillende organisaties of bewegingen die tegenspraak gebruiken als strategie om haatzaaien tegen te gaan, zoals I Am Here International en het Online Civil Courage Initiative (OCCI).
Een Zwitsers onderzoek uit 2021 over een veldexperiment met drie verschillende strategieën van tegenspraak, waarbij gebruik werd gemaakt van enkelvoudige reacties op xenofobe berichten op Twitter: humor, waarschuwen voor consequenties en empathie. Alleen empathie bleek een beperkt maar meetbaar effect te hebben op de haatzaaiende berichten.